# Cyphon collaris
Cyphon collaris är en skalbaggsart som först beskrevs av Félix Édouard Guérin-Méneville och Maneville 1843.  Cyphon collaris ingår i släktet Cyphon och familjen mjukbaggar. Inga underarter finns listade i Catalogue of Life.